# Granicsárok

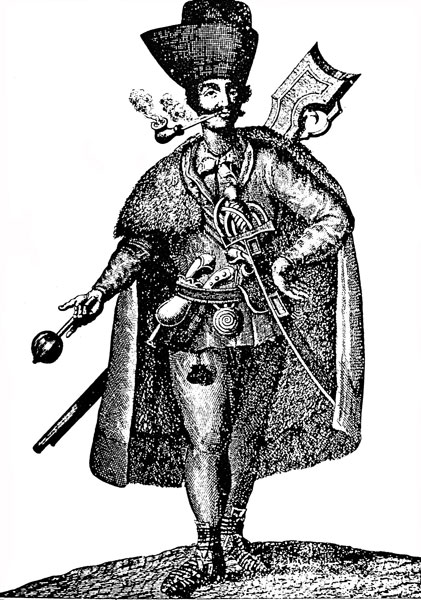
Szerb határőr 1742-ben a Szerémségből

A granicsárok a katonai határőrvidék katonáskodással foglalkozó, többnyire rác (szerb) nemzetiségű lakosai voltak, akik jelentős privilégiumokat kaptak a bécsi udvartól. A Határőrvidék lakossága törzscsaládokra volt osztva, melyeknek mindegyike az összes hadképes taggal egy házközösséget alkotott. Minden házközösségnek közös ingatlan törzsvagyona volt, amely a közös családnak elválaszthatatlan járulékát képezte, s attól nem volt sem elszakítható, sem elidegeníthető. A házközösségnek célja a hadképes erőnek biztosítása, jó állapotban való fenntartása volt, amiért a törzsvagyon fenntartása mint a törzscsalád életének biztosítása, a közhatóságok felügyelete és gondoskodása alatt állt.
Nevük a szláv граница – granica ’határ’ szóból származik (ahonnan amúgy a német Grenze vagy a román graniță ’határ’ szavak is származnak).
A granicsárok mind a Rákóczi-szabadságharc, mind pedig az 1848–49-es forradalom és szabadságharc idején a magyarokkal szemben a Habsburgokat támogatták. A kiegyezés után a Határőrvidékkel együtt a granicsárok is polgárosodtak, és beépültek a hagyományos társadalomba.
A terület és az ott élők azonban még a 20. században is megőrizték szokásaik egy részét, és erősen él a granicsár múlt és kultúra. Ez a délszláv háborúban is megjelent, például a Krajinai Szerb Köztársaság létrejöttében. A háború után a hajdani granicsárok utódai többségükben elmenekültek, kb. 200-250 000 fő.